# W krzywym zwierciadle: Wakacje

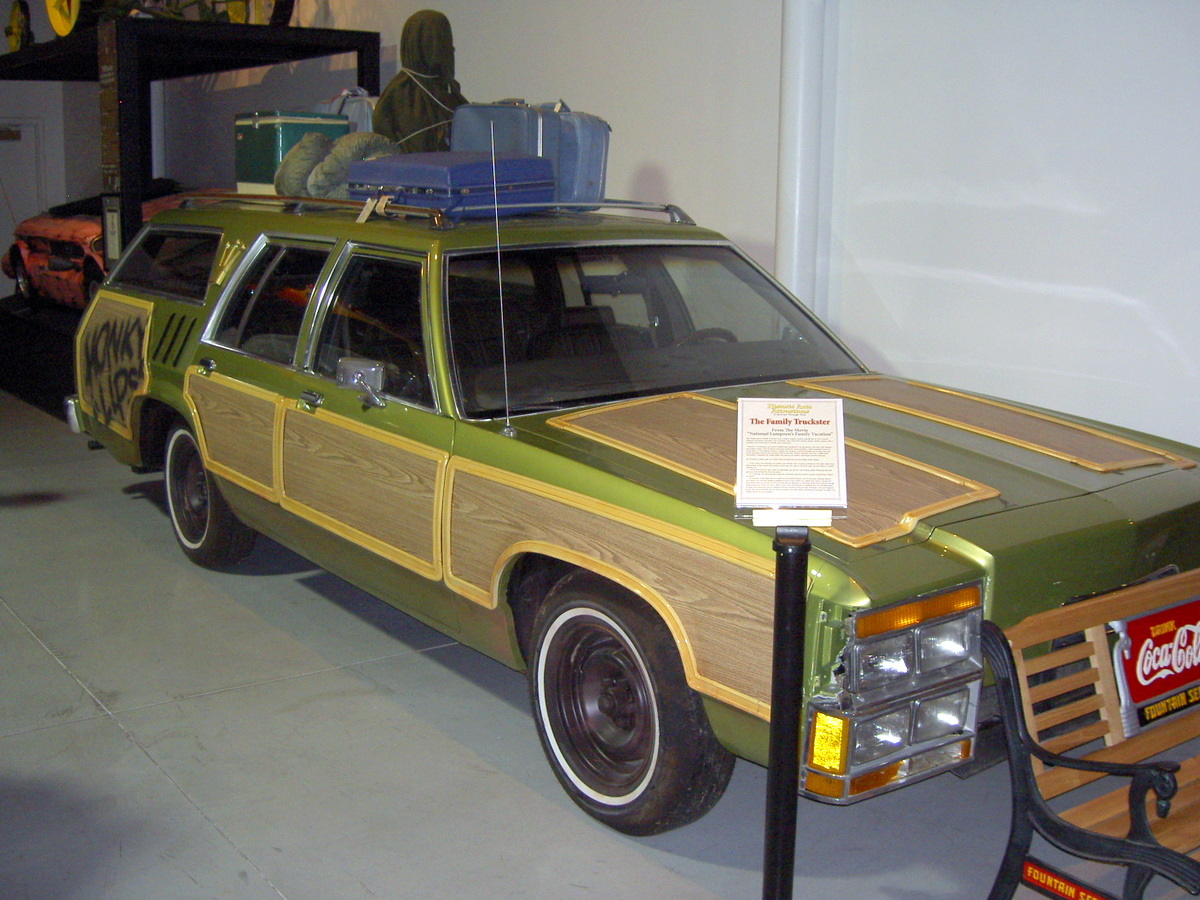
Samochód rodziny Griswoldów

W krzywym zwierciadle: Wakacje (ang. National Lampoon's Vacation) – amerykańska komedia z 1983 roku w reżyserii Harolda Ramisa, na podstawie opowiadania Vacation '58 Johna Hughesa.

## Fabuła
Clark Griswold (Chevy Chase) wyrusza z Chicago wraz z żoną Ellen (Beverly D’Angelo) i dziećmi na planowaną od roku wycieczkę do parku rozrywki w Kalifornii. Ruszają samochodem Wagon Queen Family Truckster. Przy okazji rodzina postanawia odwiedzić kuzyna Eddiego (Randy Quaid). Jego farmę opuszczają z dodatkową pasażerką, ciotką Edną (Imogene Coca), którą mają zawieźć do Arizony. Zabiera ona ze sobą nieposłusznego pieska. W drodze ciotka Edna umiera. Griswoldowie postanawiają, że i tak dojadą do celu.

## Obsada
- Chevy Chase – Clark Wilson Griswold
- Beverly D’Angelo – Ellen Griswold
- Imogene Coca – ciotka Edna
- Anthony Michael Hall – Russell „Rusty” Griswold
- Dana Barron – Audrey Griswold
- Randy Quaid – kuzyn Eddie
- John Candy – oficer Russ Lasky
- Eddie Bracken – Roy Walley
- Jane Krakowski – kuzynka Vicki
- Miriam Flynn – kuzynka Catherine